# Palacio Barberini

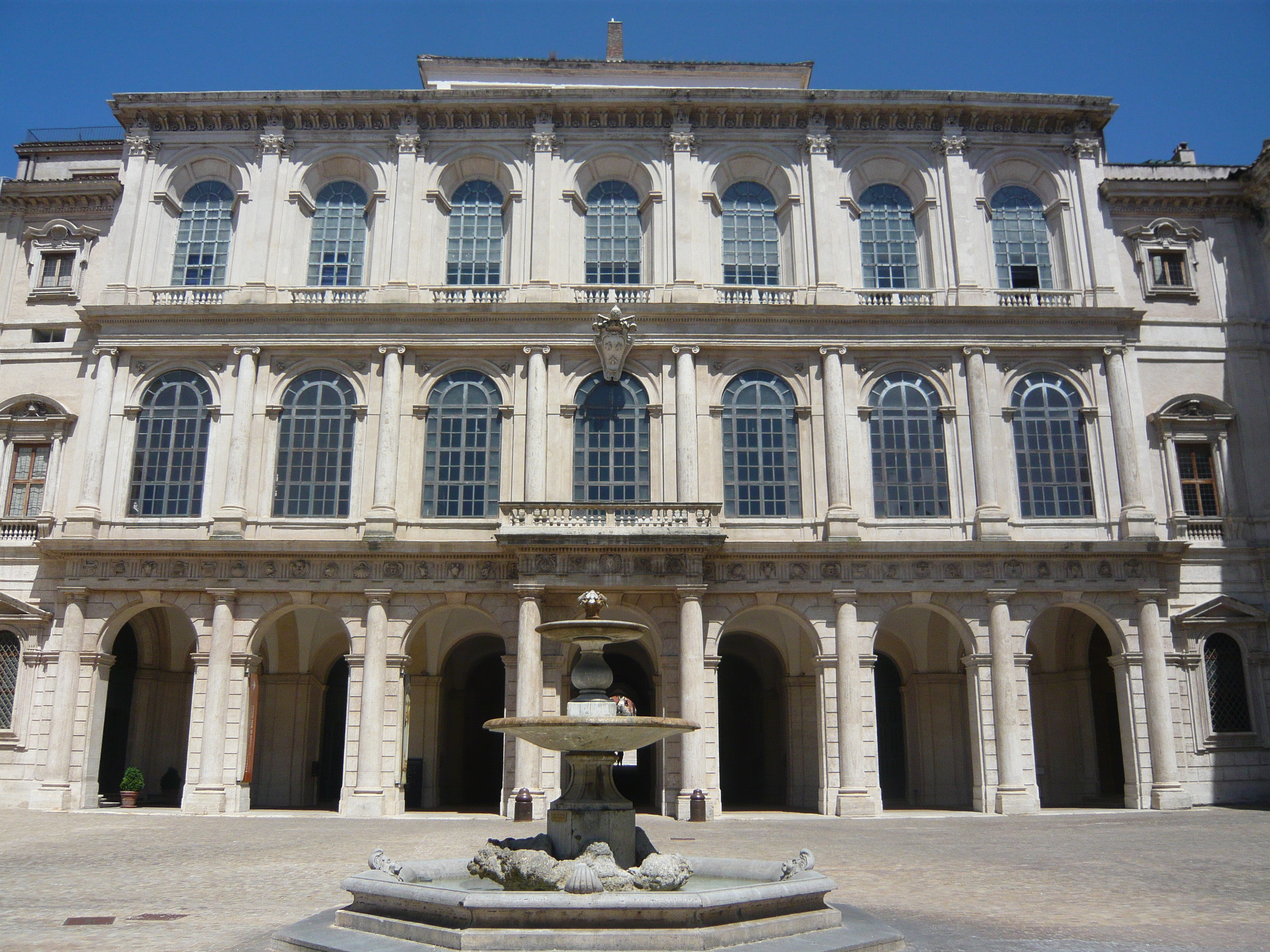
Fachada del palacio Barberini.

El palacio Barberini (Via delle Quattro Fontane, 13, 00184), es un palacio, ubicado en la ciudad de Roma, Italia. Construido en el siglo XVII para la familia Barberini. Después de la Segunda Guerra Mundial, esta familia vendió el edificio al Estado italiano.
Hoy en día, junto al palacio Corsini, es una de las dos sedes de la Galleria Nazionale d'Arte Antica y el Istituto Italiano di Numismatica.  

## Historia

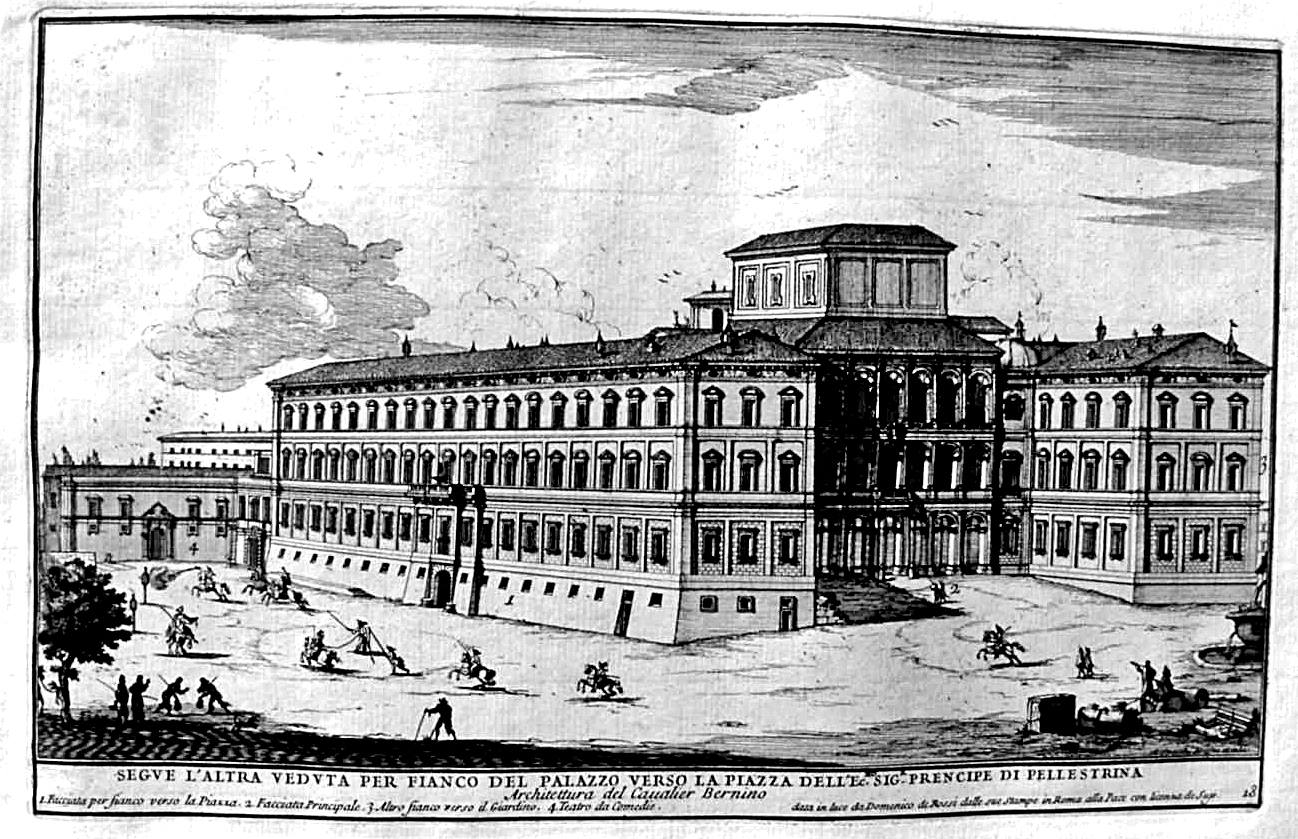
El palacio en un grabado del.

En 1625, Maffeo Barberini, dos años después de ser elegido Papa con el nombre de Urbano VIII,  compró para sus sobrinos una villa en la colina del Quirinale, antiguamente perteneciente a la familia Sforza, para convertirla en una sede de representación adecuada al poder de la familia. El encargo de la construcción fue dado a Carlo Maderno, quien anteriormente estuvo encargado de la construcción de la fachada de la Basílica de San Pedro. Los trabajos comenzaron en 1625 y se vieron finalizados en 1633 de la mano de Gian Lorenzo Bernini. 

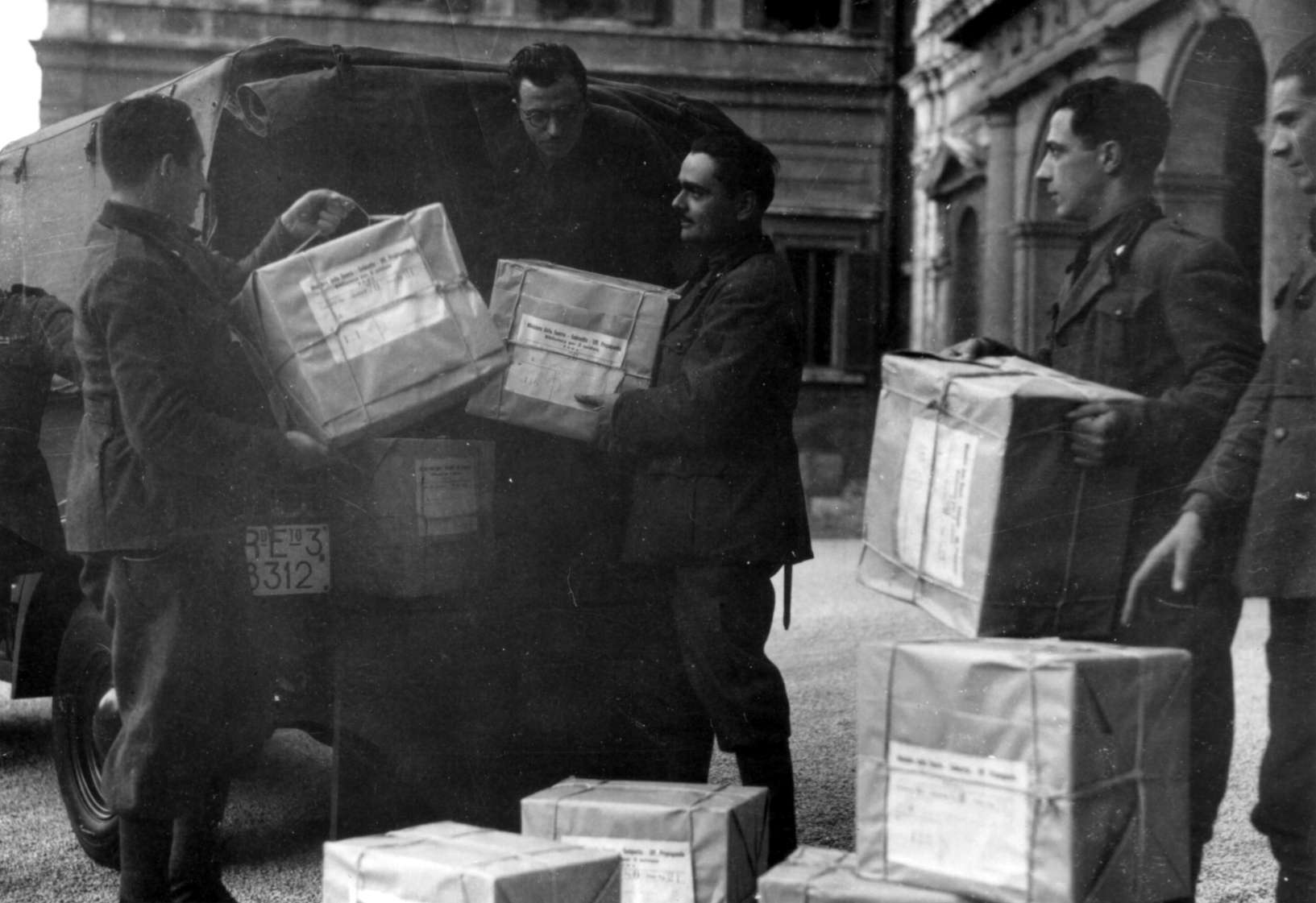
Soldados italianos, transportando libros del palacio durante la Segunda Guerra Mundial.

Durante el siglo XIX, el rey de España Carlos IV fijó aquí su residencia en el exilio desde mediados de 1814 hasta su muerte (19 de enero de 1819), cuando se encontraba en Nápoles acogido por su hermano Fernando I de las Dos Sicilias. Dieciséis días antes, había fallecido en Villa Barberini su esposa, la reina consorte María Luisa de Parma, afectada por una pulmonía.
En 1949 el Estado Italiano adquirió el palacio Barberini para utilizarlo como sede de la Galleria Nazionale d'Arte Antica, formada a partir de las donaciones de las colecciones de algunas familias nobles.
Hasta fecha reciente una parte del edificio estaba ocupada por un organismo militar. Durante años las colecciones pictóricas se han concentrado en unas pocas salas, a la espera de que concluyesen las largas obras de rehabilitación. Se dieron por concluidas en enero de 2012, con la habilitación de unos 1000 metros cuadrados para exposiciones temporales. La primera muestra presentada ha sido dedicada al pintor Guercino.

## Arquitectura

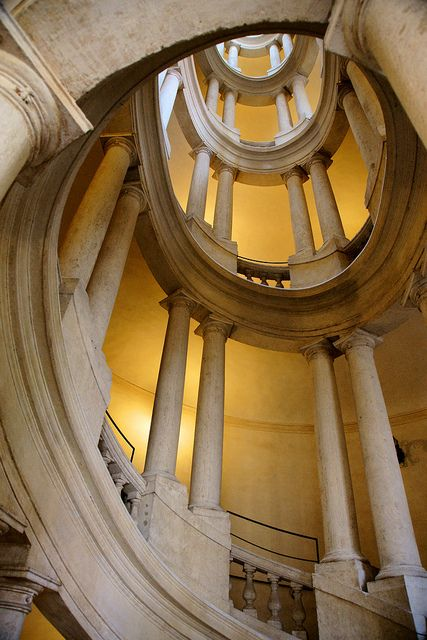
Escalera de Borromini en el Palacio Barberini. Vista desde abajo hacia arriba.

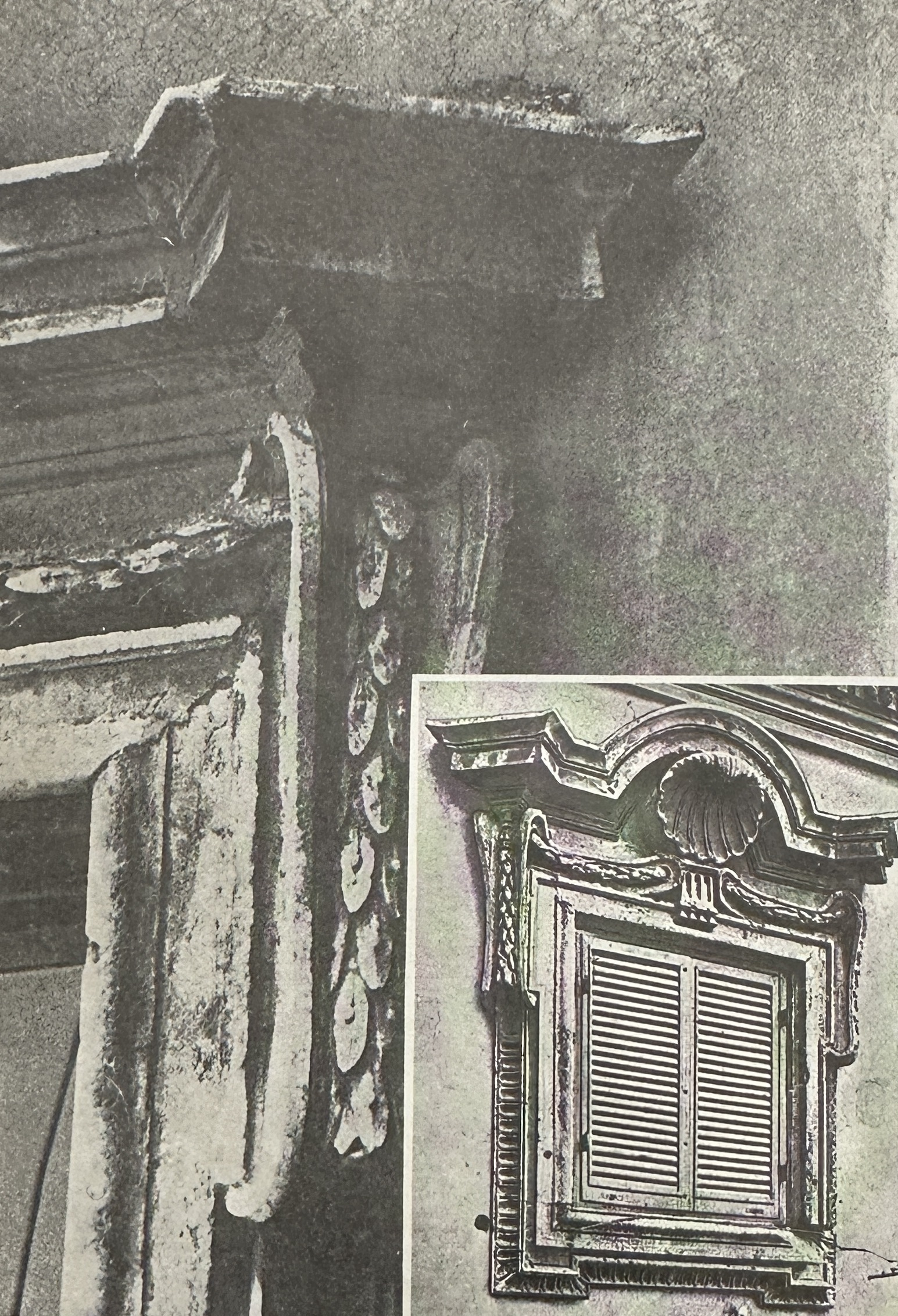
Detalle de las molduras de una ventana hechas por Borromini

Este palacio, es uno de los más imponentes y significativos del período barroco, fue iniciado en 1625 por Maderno, ayudado por su sobrino Francesco Borromini. En el año 1629, Maderno fallece y Bernini toma el relevo, quien terminó la obra en 1633, junto a Borromini.
Maderno, comenzó el proyecto. Este, creó una estructura con alas abiertas, que conectaba la antigua villa (el ala Sforza) con una nueva ala con un brazo central. Así, el palacio tenía una forma de "H" absolutamente innovadora y se integraba perfectamente en el entorno. Por desgracia no pudo ver la obra terminada debido a su muerte. Una vez Bernini a cargo de la construcción, el proyecto fue radicalmente transformado, quebrando el palacio en dos alas enlazadas por pórticos. Esto dio como resultado a la fachada del pórtico coronado por una doble galería cerrada, flanqueada por vistosas ventanas. Así también, proyectó la escalinata y la puerta principal del recinto. 
Por otra parte, el sobrino de Maderno, un joven Borromini tiene una función subordinada, primeramente a su tío y después a Bernini, quien en un futuro sería su competencia histórica. Se sabe que fue Borromini quien desarrolló los dibujos del proyecto maderniano, no muy distinto al esquema tradicional de los palacios romanos de bloque cerrado. Así fue su injerencia, que proyectó la escalera elíptica bajo el pórtico. Además realizó algunos detalles arquitectónicos, como las ventanas del piso principal del cuerpo central.
A partir de este encargo, se ve la confrontación de Borromini con Bernini, donde se encuentra en aquellos años, en una posición netamente manierista, como lo prueban las curvas elaboradísimas de la cornisa, la preciosidad plástica de la guirnalda y de la concha, y sobre todo el ritmo lineal continuo que establece el enlace entre vacío y lleno.
El punto de apoyo del palacio es el salón de recepciones, donde se encuentra la gran bóveda del salón principal. Esta fue pintada al fresco por Pietro da Cortona con el Trionfo della Divina Provvidenza, una obra maestra del ilusionismo barroco con falsos entablamentos que enmarcan un cielo abierto, animado por escenas que simbolizan el buen gobierno y las virtudes del papa y su familia.
Numerosos obreros trabajaron en la decoración interior del palacio hasta mediados del siglo XVIII, cuando la última heredera directa, Cornelia Costanza, hizo construir un apartamento de estilo rococó en el último piso. Los descendientes de la familia Barberini vivieron en el apartamento del siglo XVIII del palacio hasta 1949. 

## Colección
El edificio es sede de la colección de la Galería Nacional de Arte Antigua, que contiene más de 1.400 obras de grandes artistas de los siglos XIII al XVIII. Entre las obras destacan: La sabiduría divina, de Andrea Sacchi, Historias de Cristo de Giovanni da Rímini, Virgen con el Niño de Maestro del Palacio Venecia, Virgen con el Niño y Anunciación de Filippo Lippi, La Magdalena de Piero di Cosimo, La fornarina de Rafael, Retrato de Stefano Colonna de Bronzino, y muchas otras obras de Lotto, Bartolommeo Veneto, Tintoretto, el Greco, Caravaggio (Judith decapitando a Holofernes), Nicolas Poussin, Hans Holbein (Enrique VIII de Inglaterra) y Metsys.
El apartamento Barberini, del siglo XVIII, que atrae por sus ricas decoraciones al estilo rococó está en el segundo piso. En esta planta también están 13 salas dedicadas a pintores italianos del siglo XVIII. En dos salas se pueden ver las obras del legado del Duque de Cervinara, dedicadas a artistas franceses del siglo XVIII y la sección de artes decorativas del siglo XVIII, con muebles, porcelanas y trajes de la época rococó.

## Galería de obras

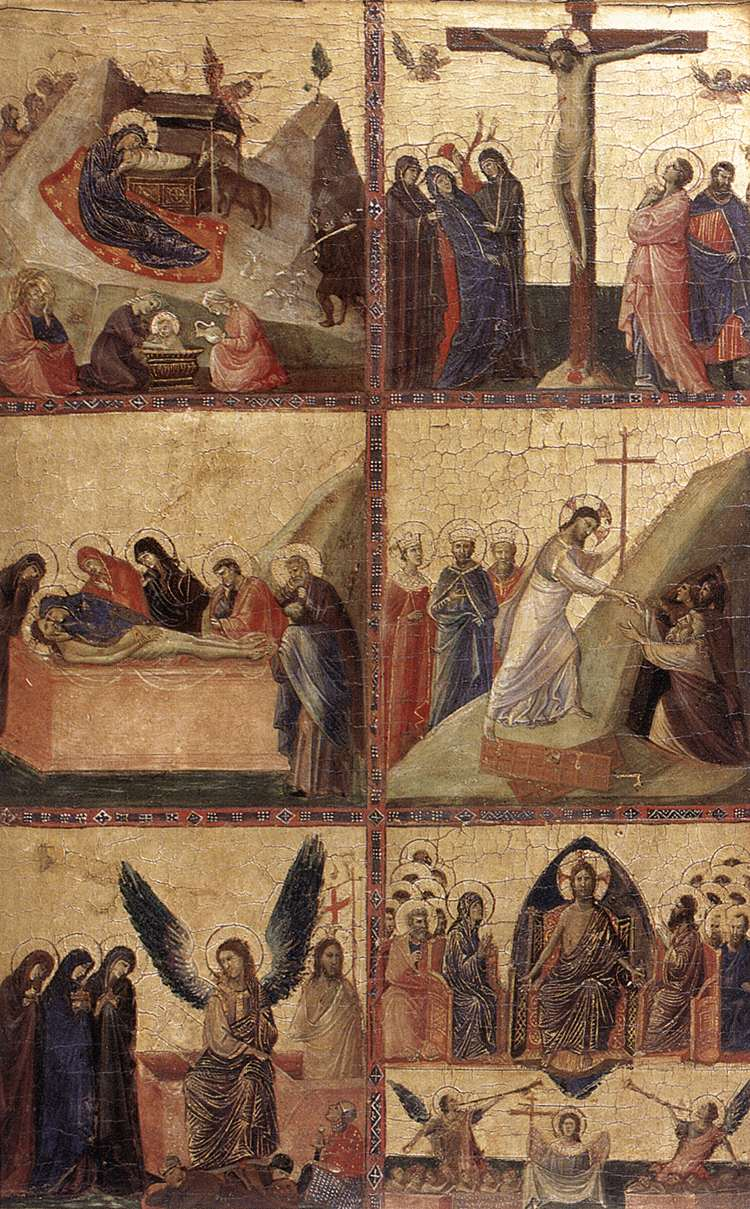
Giovanni da Rímini, Historias de la vida de Cristo, h. 1305
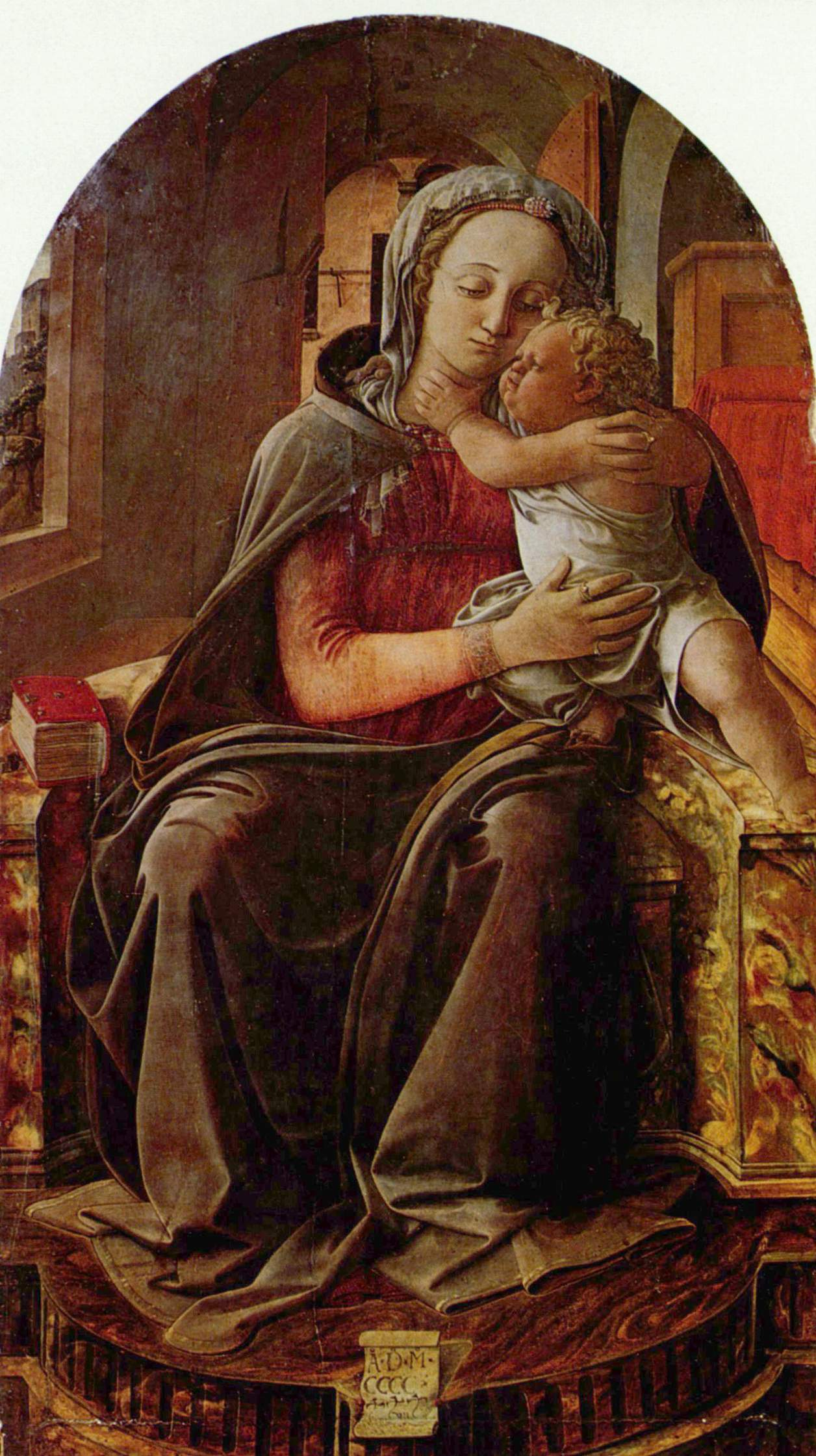
Filippino Lippi, La Virgen con el Niño
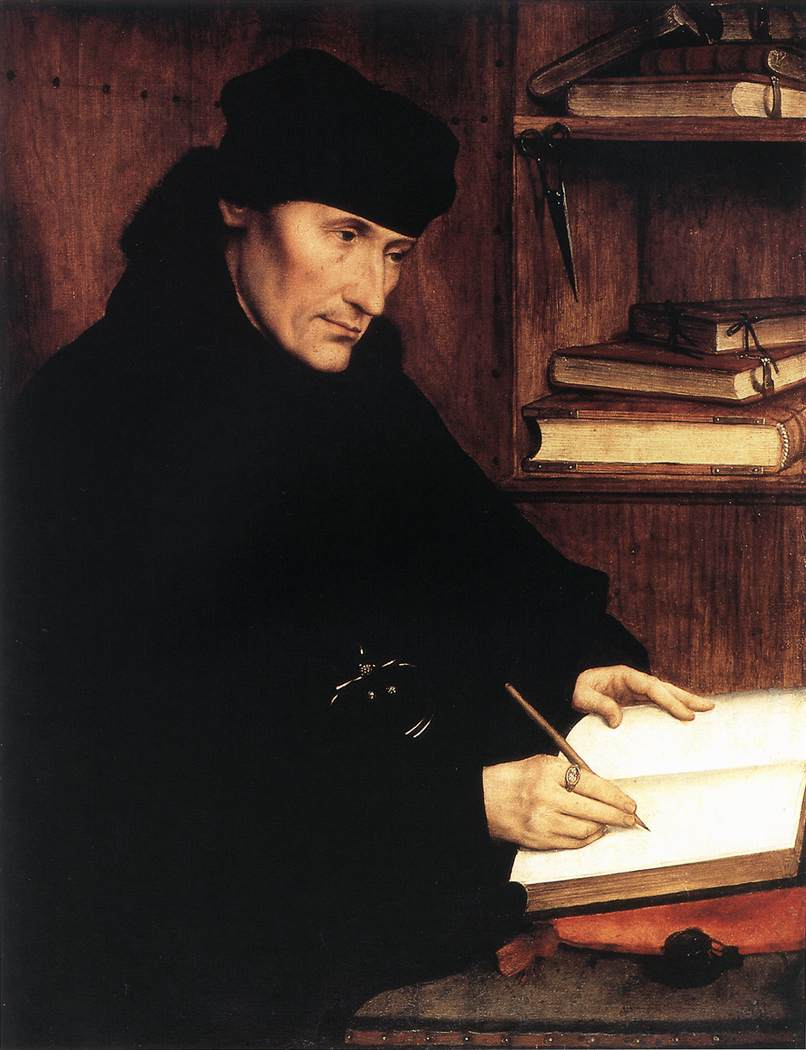
Quentin Massys, Retrato de Erasmo de Róterdam
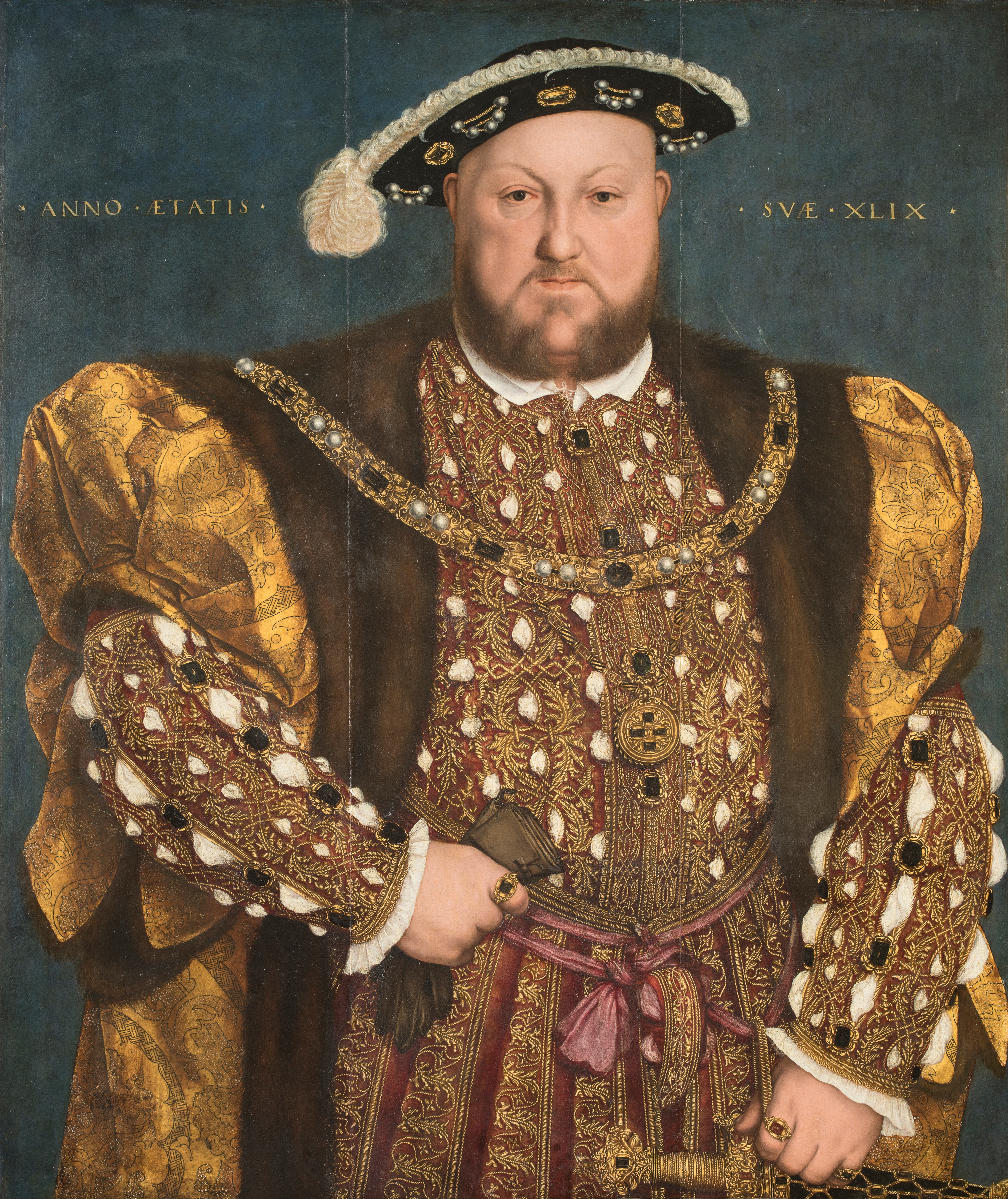
Hans Holbein el Joven, Retrato de Enrique VIII de Inglaterra
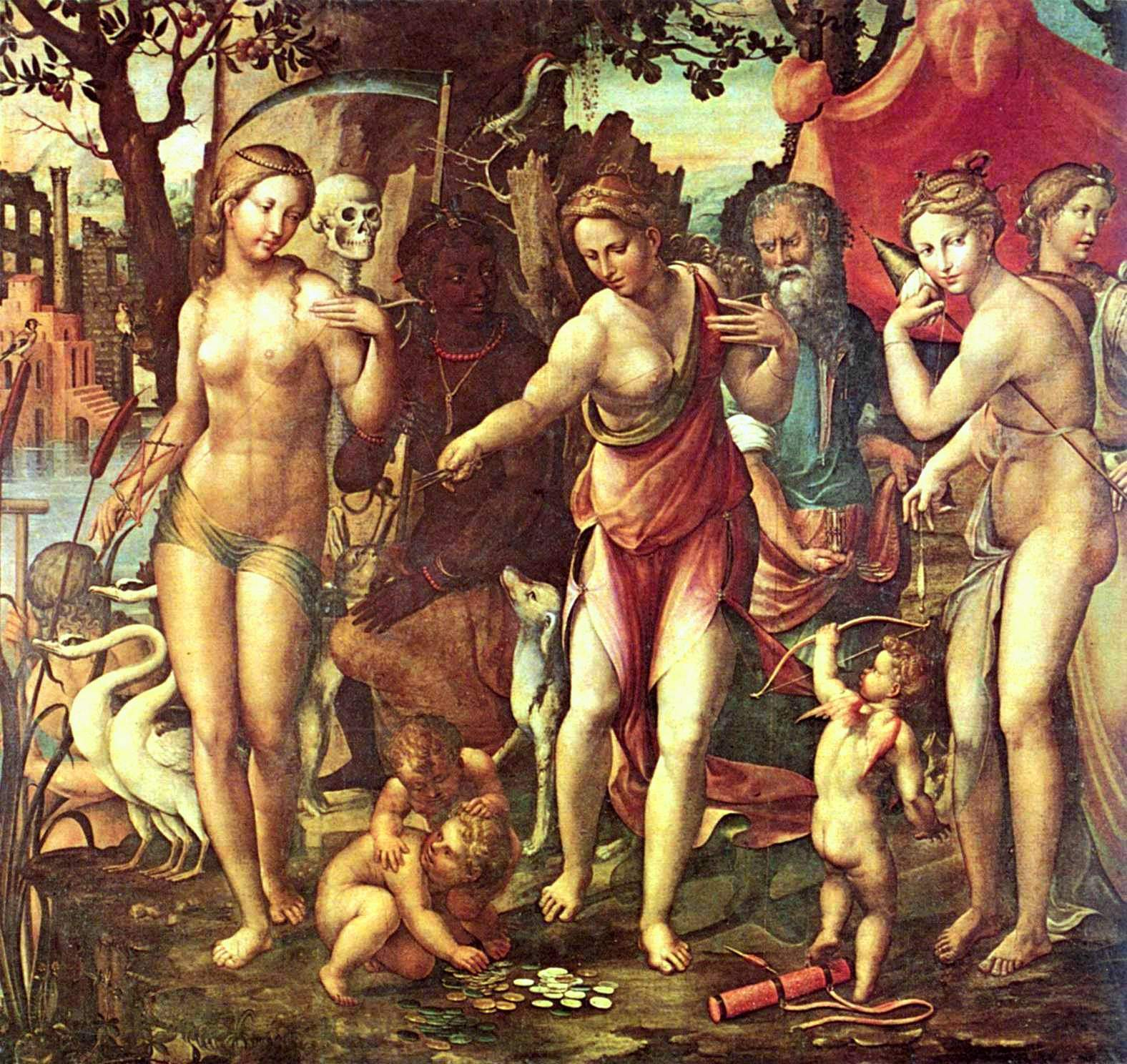
Giovanni Antonio Bazzi (Sodoma), Las parcas
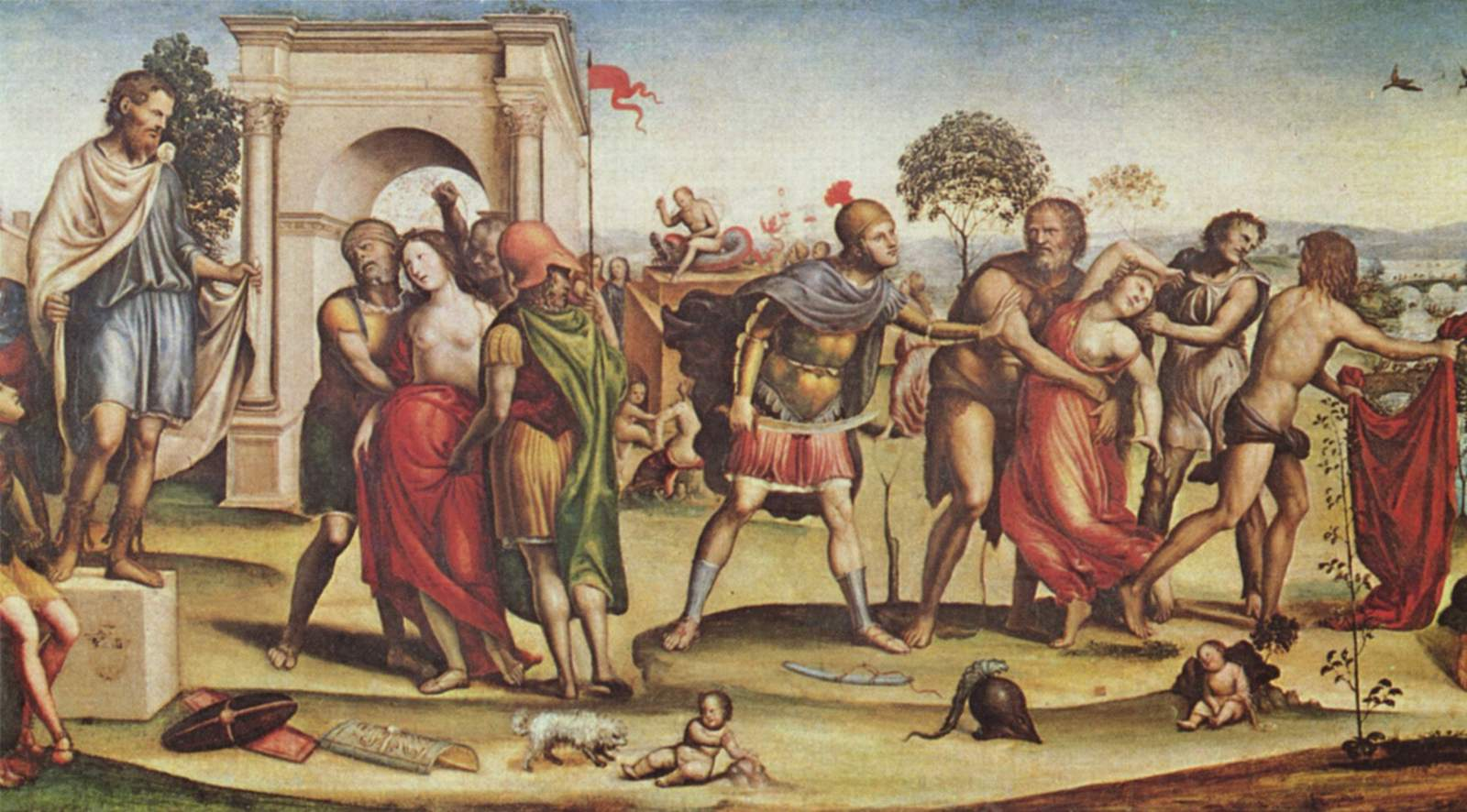
Giovanni Antonio Bazzi (Sodoma), El rapto de las sabinas
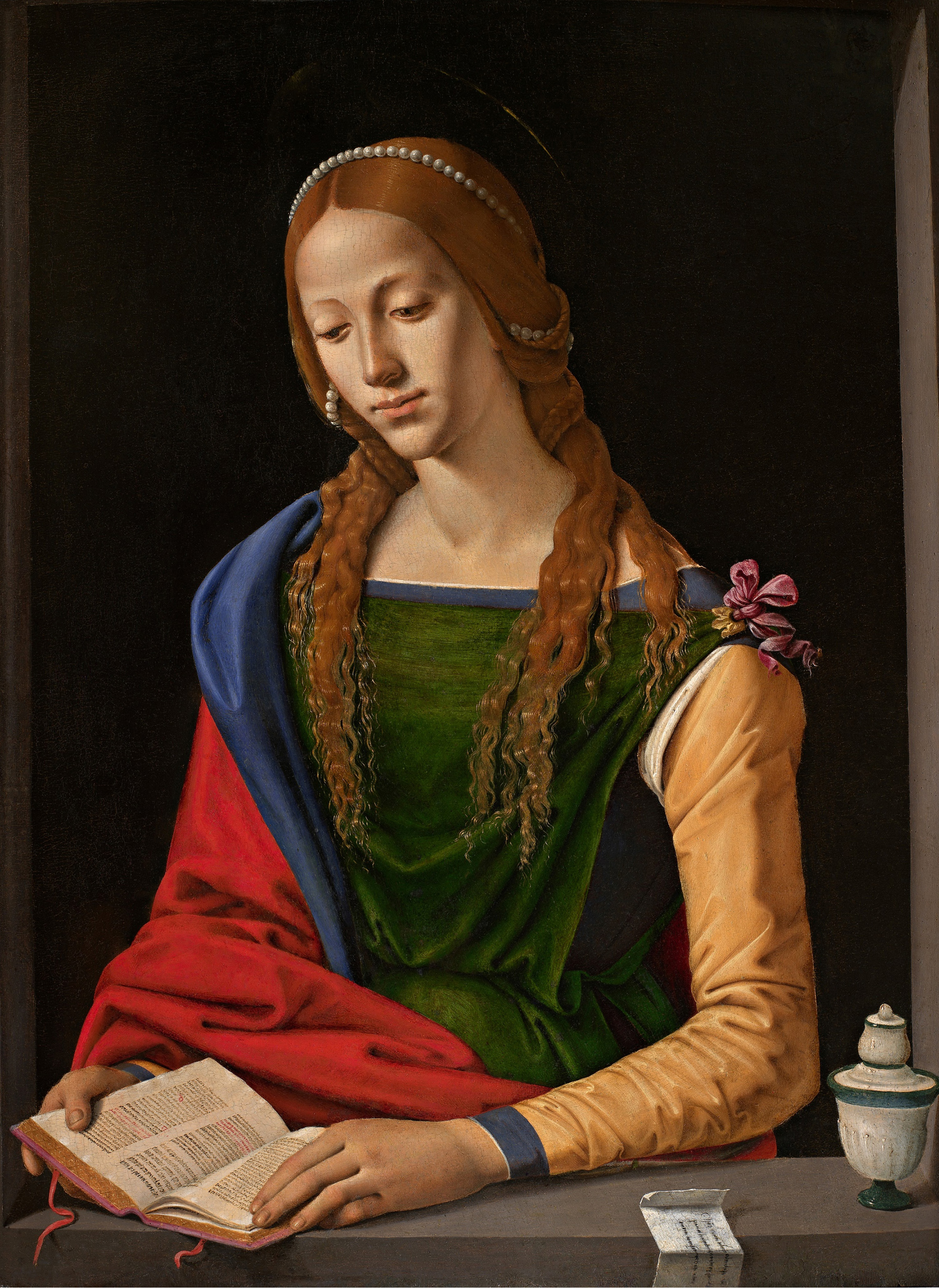
Piero di Cosimo, María Magdalena leyendo
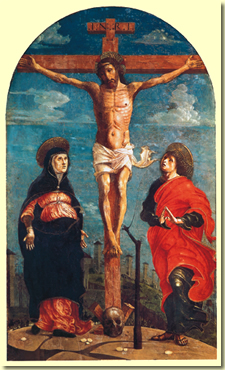
Bernardino Butinone, Crucifixión
Andrea Solario, Dama con mandolina
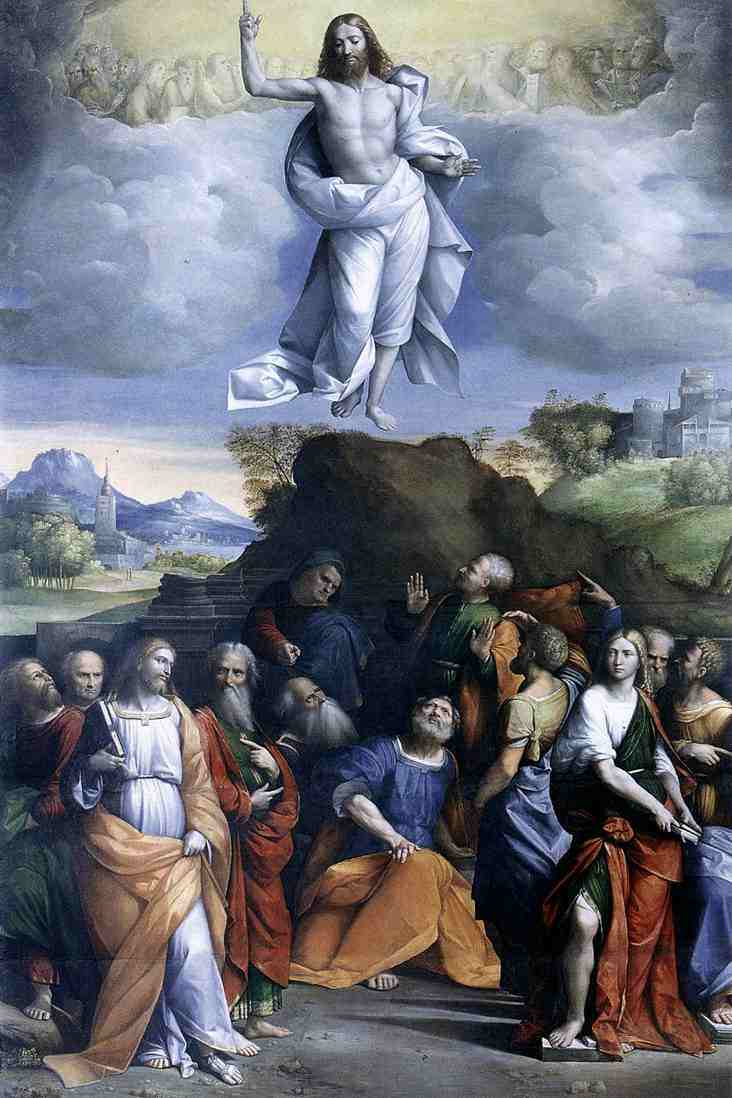
Garofalo, La Ascensión de Cristo
Rafael, La fornarina
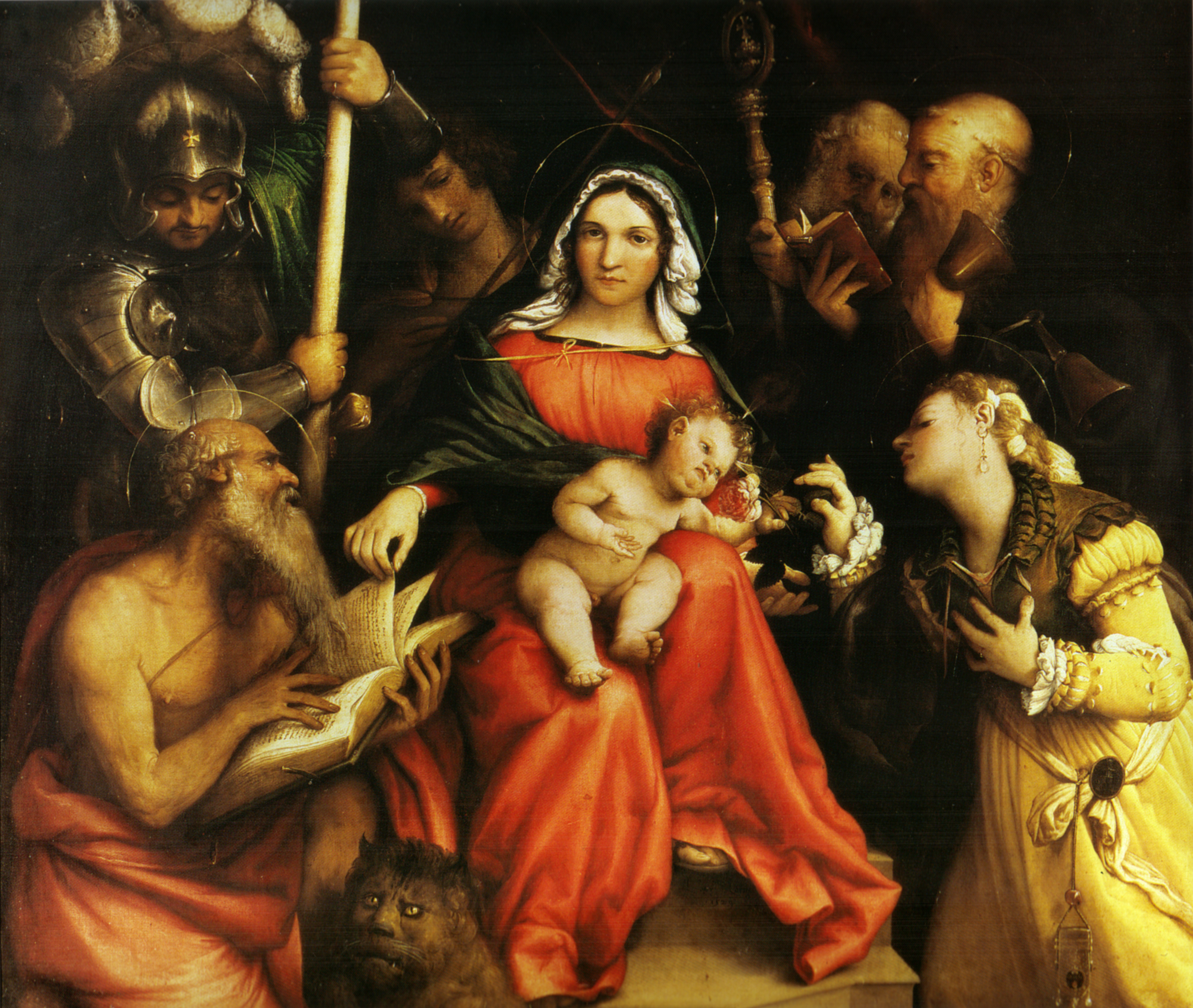
Lorenzo Lotto, La Virgen y el Niño entre santos
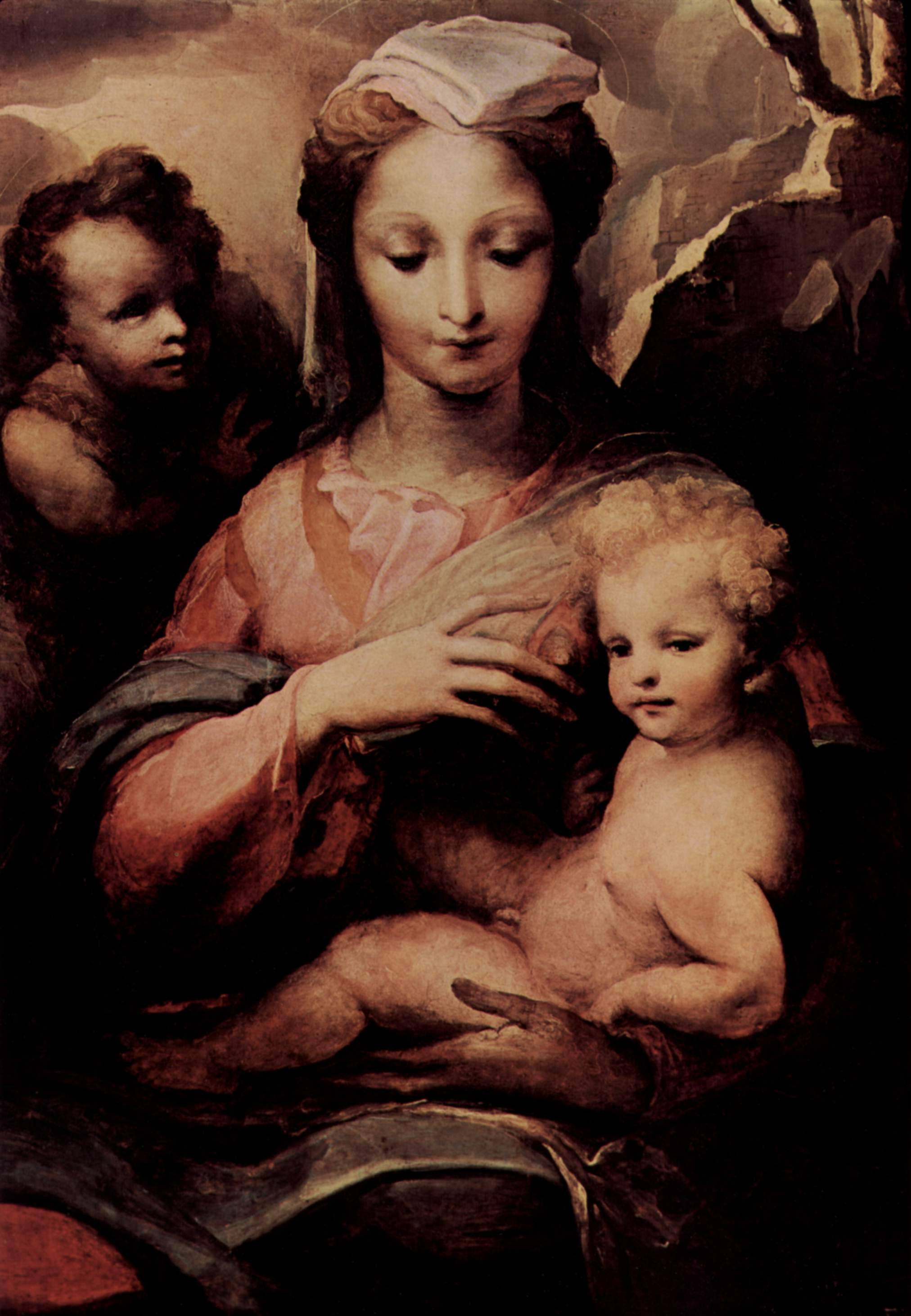
Beccafumi, La Virgen con el Niño
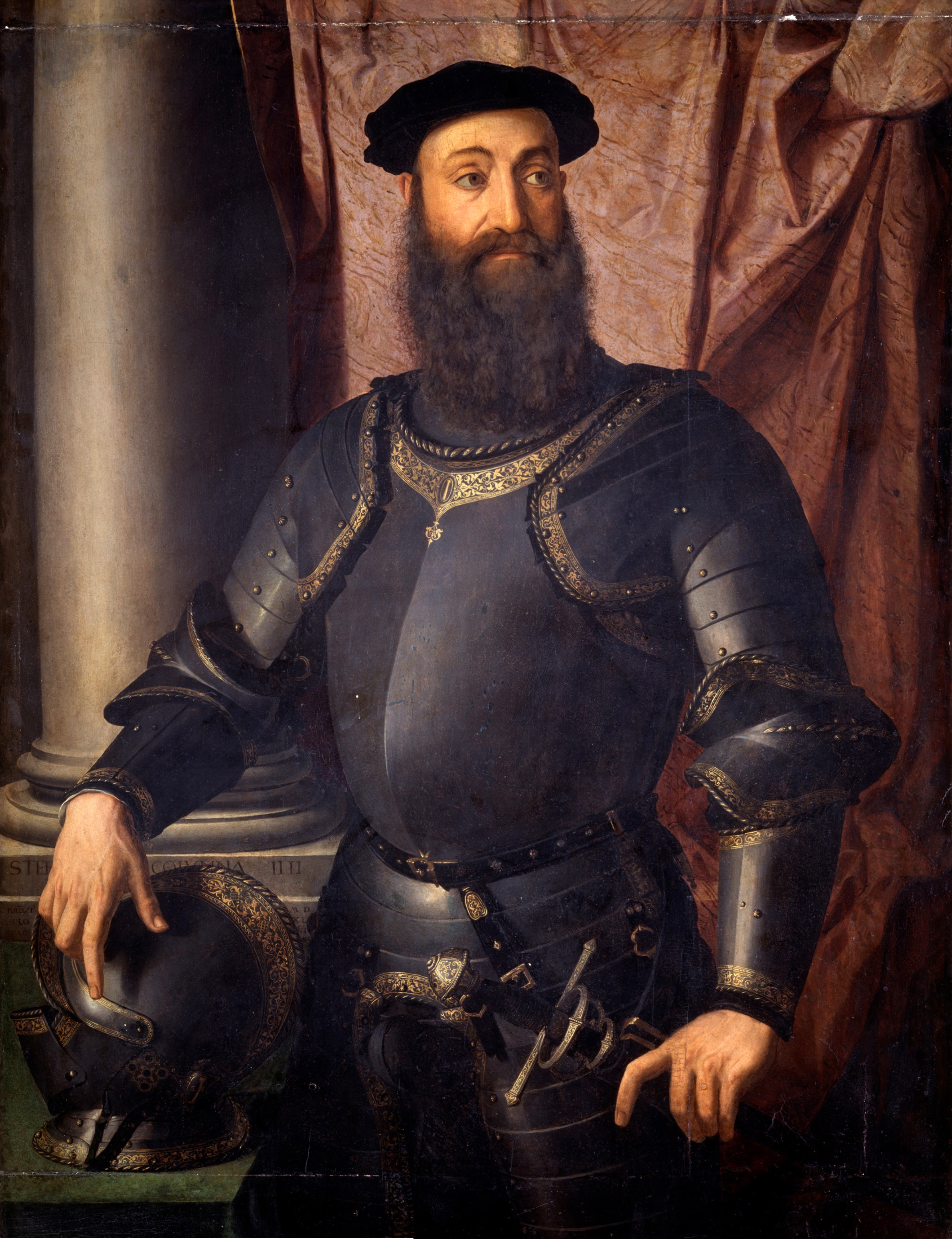
Bronzino, Retrato de Stefano Colonna
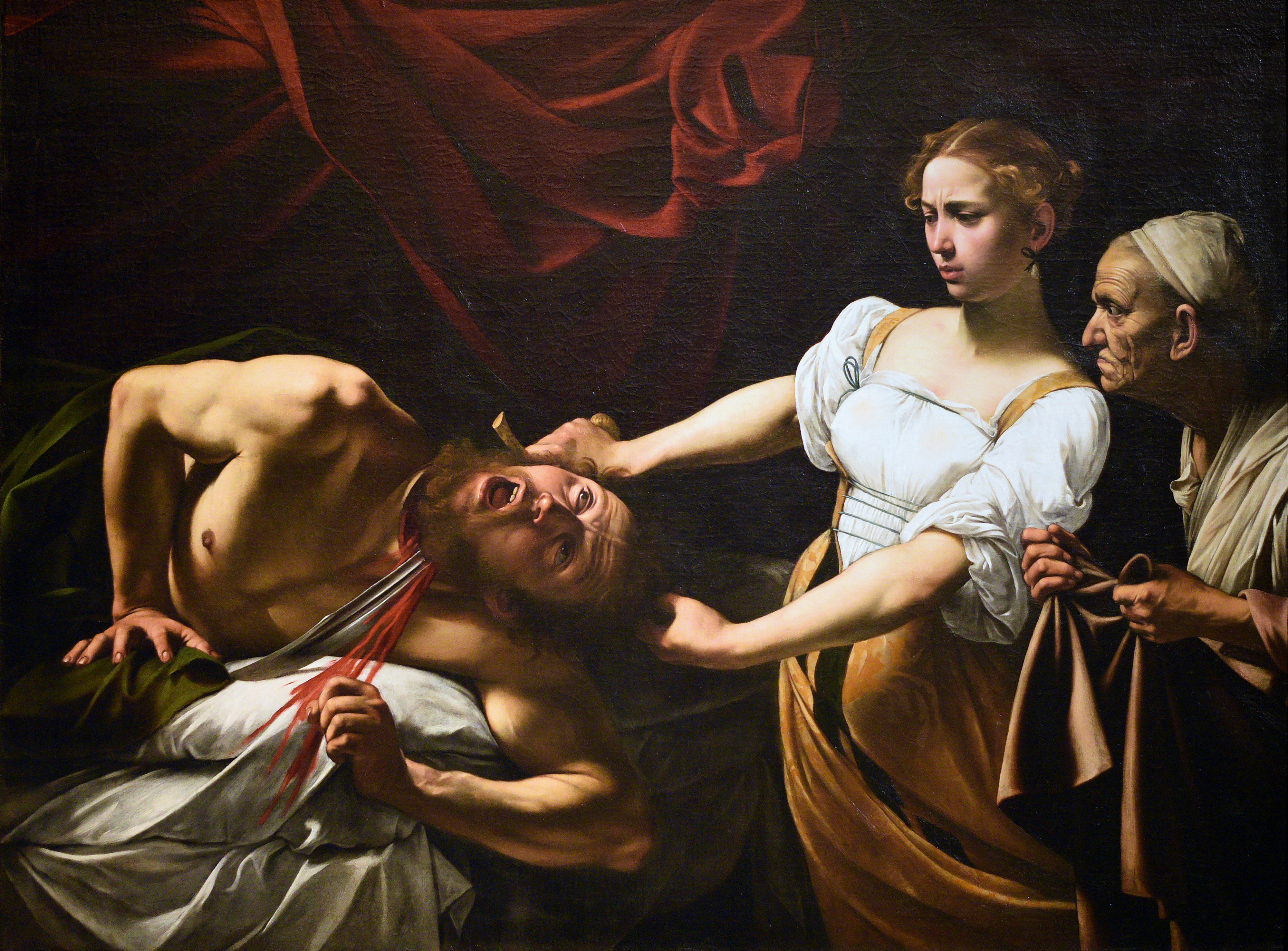
Caravaggio, Judith cortando la cabeza a Holofernes
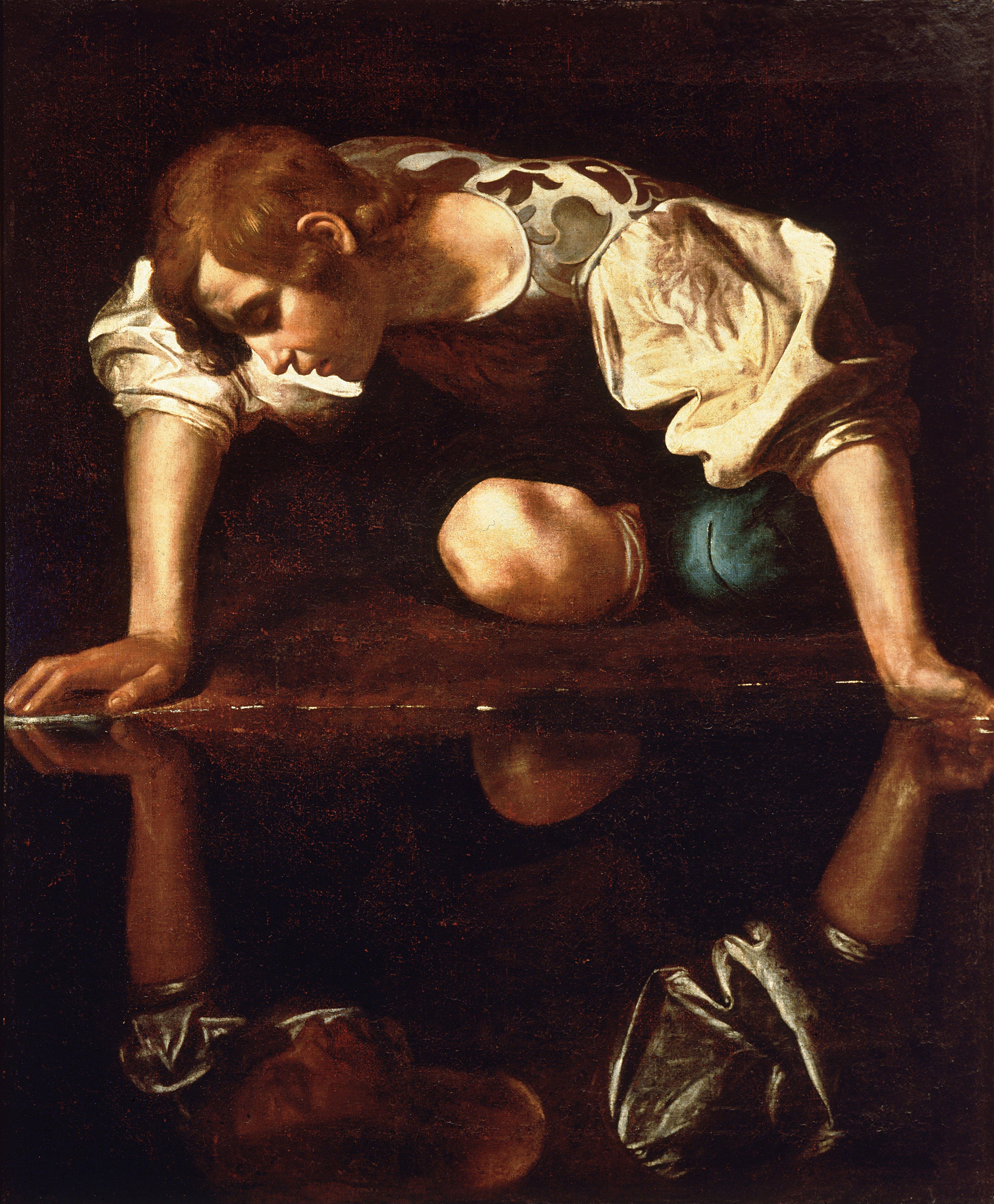
Caravaggio, Narciso
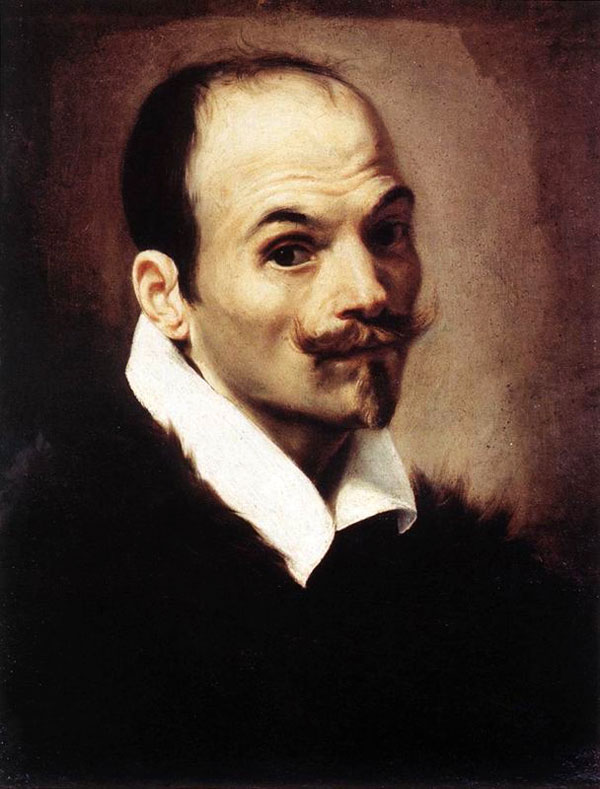
Orazio Borgianni, Autorretrato
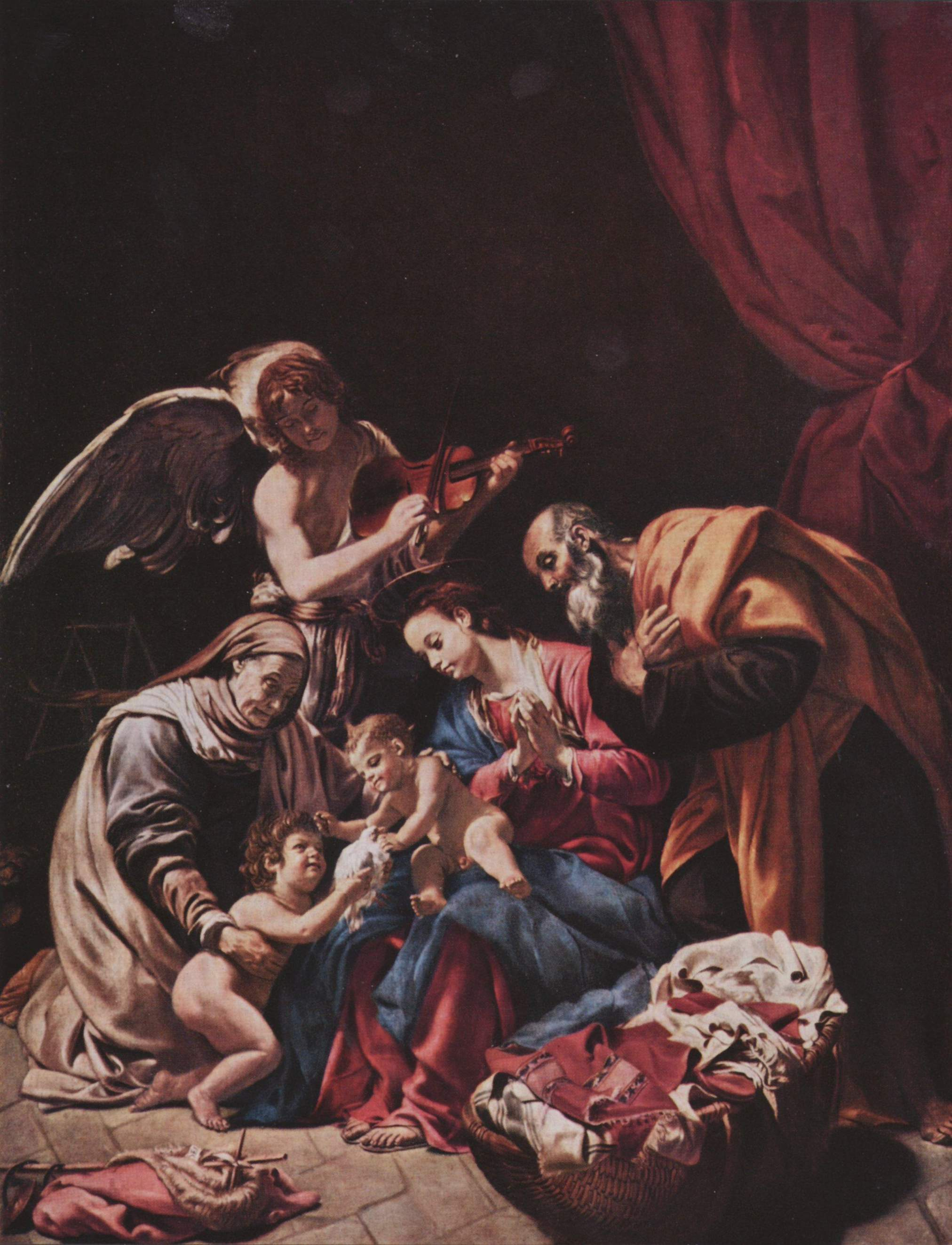
Orazio Borgianni, Sagrada Familia
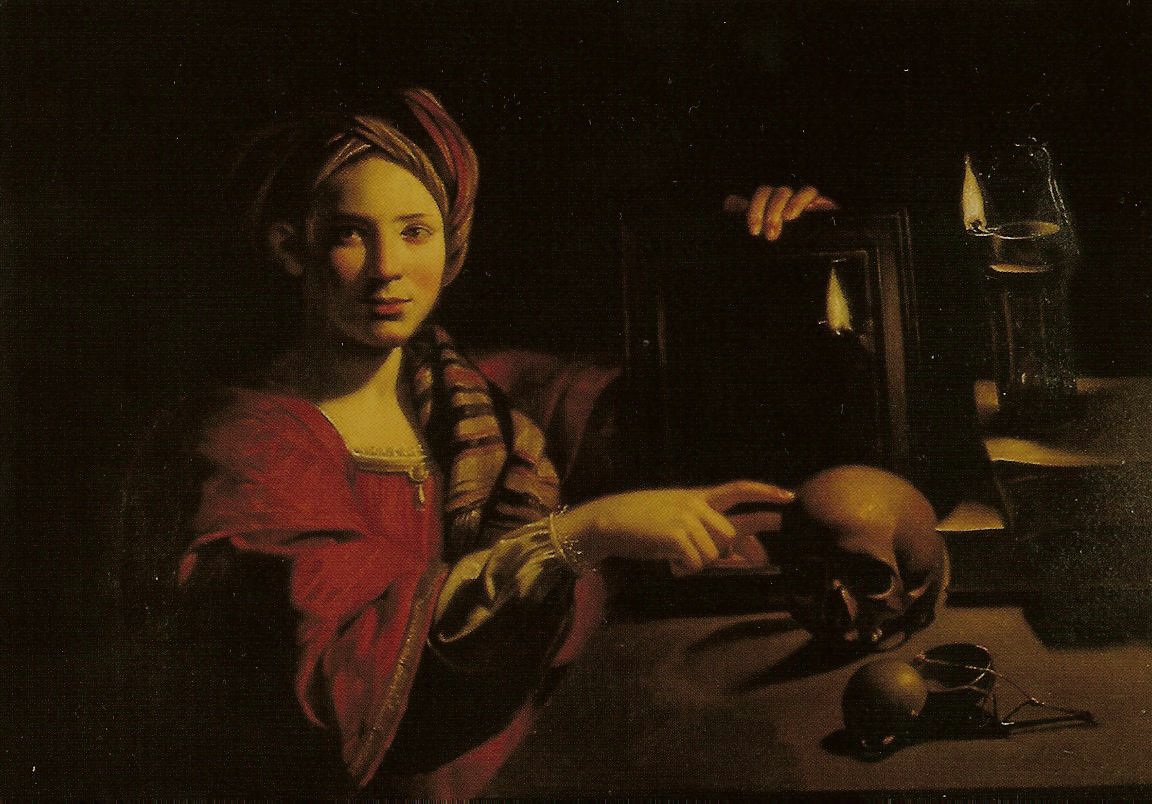
Maestro francés desconocido, Alegoría de la vanidad
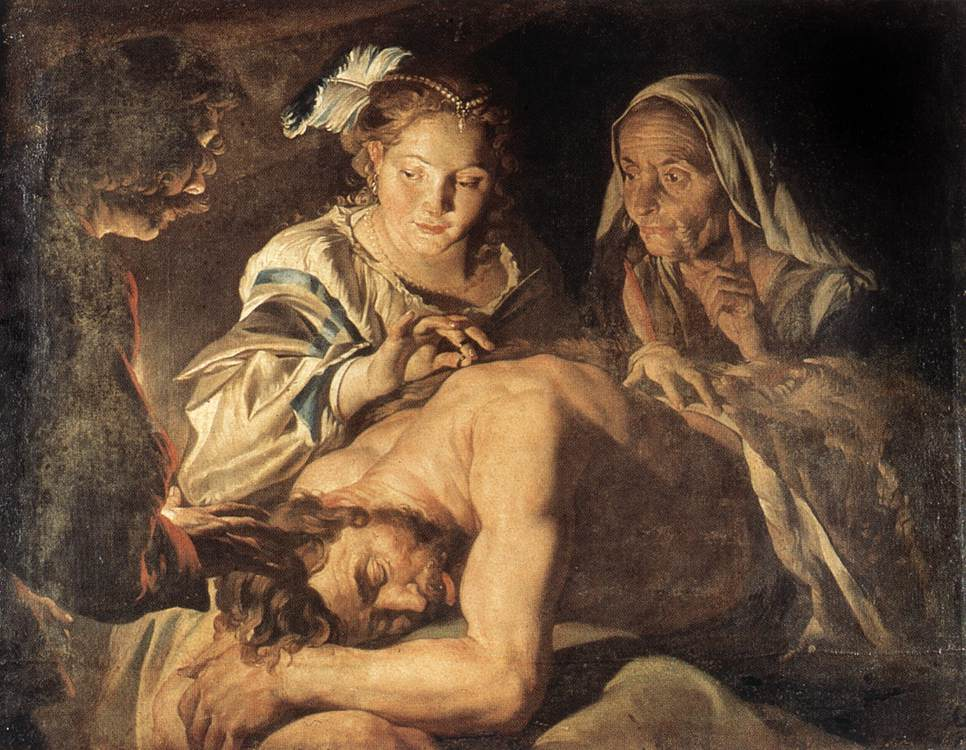
Mathias Stomer, Sansón y Dalila
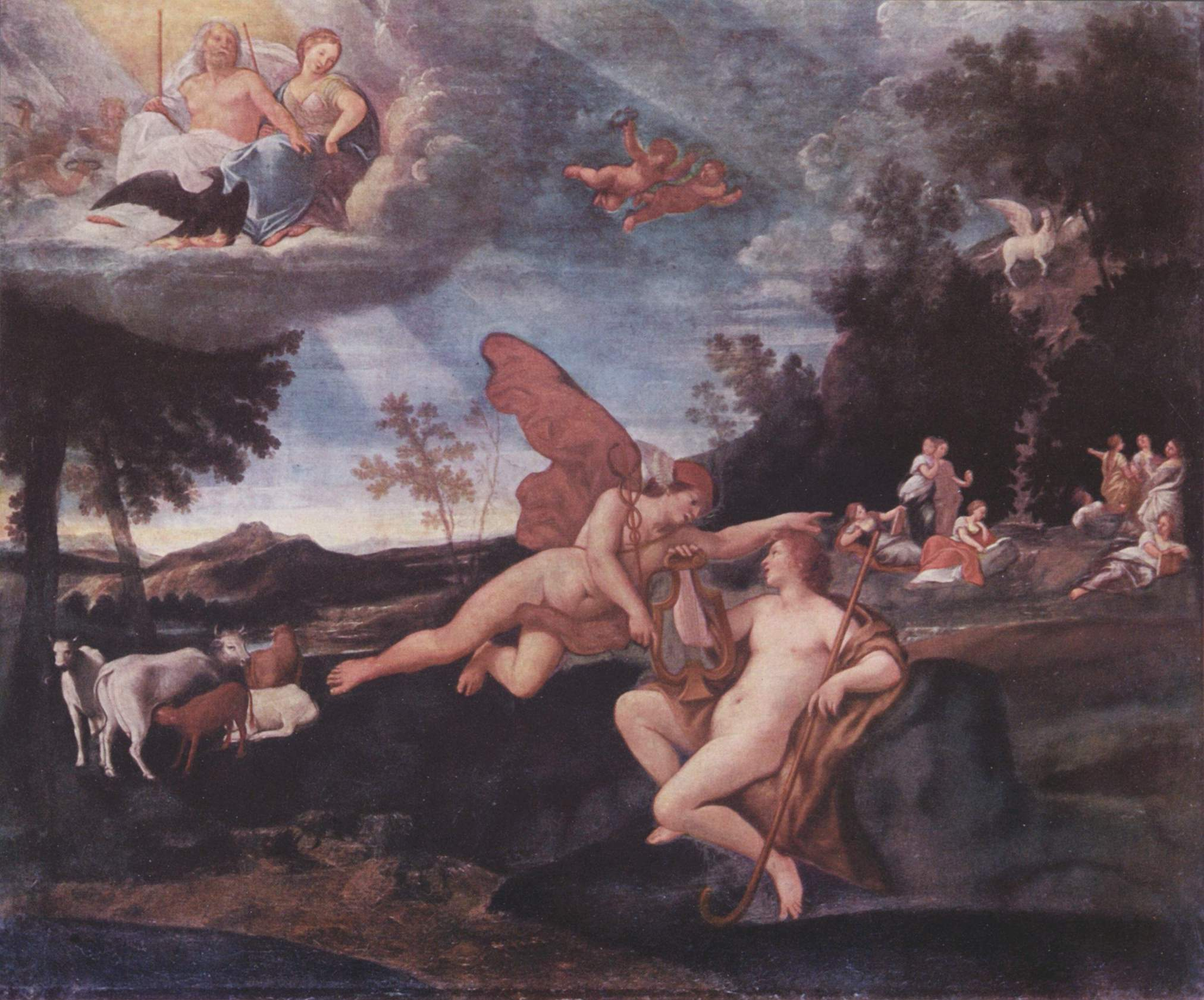
Francesco Albani, Mercurio y Apolo
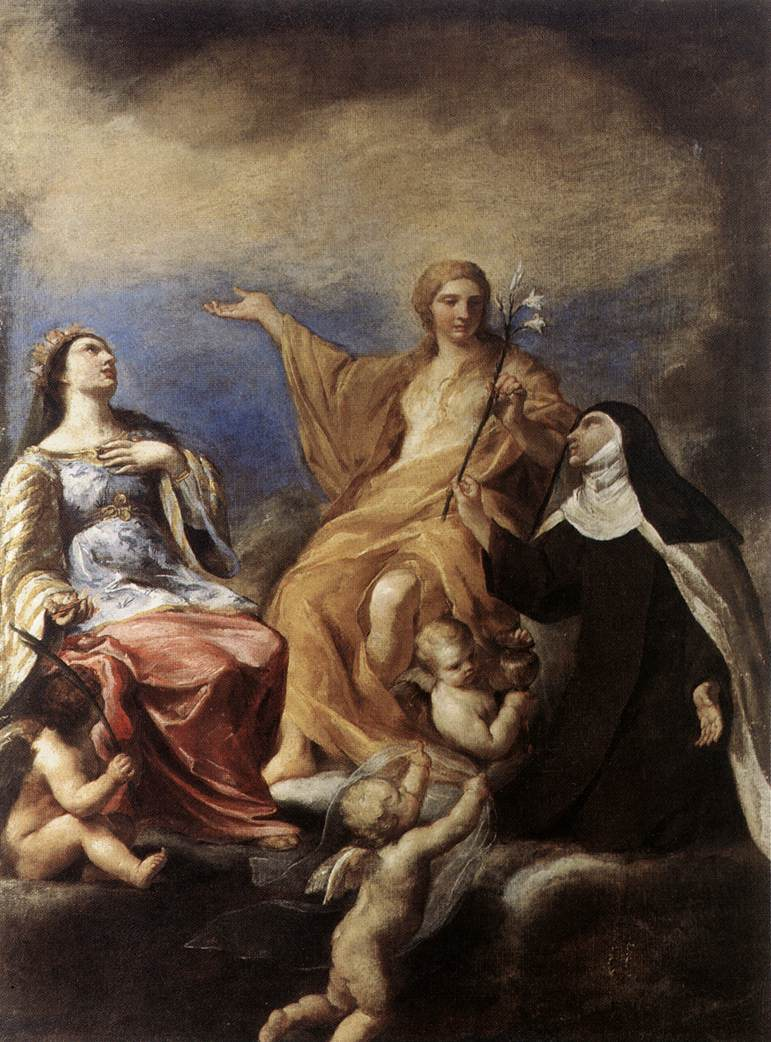
Andrea Sacchi, Las tres Magdalenas
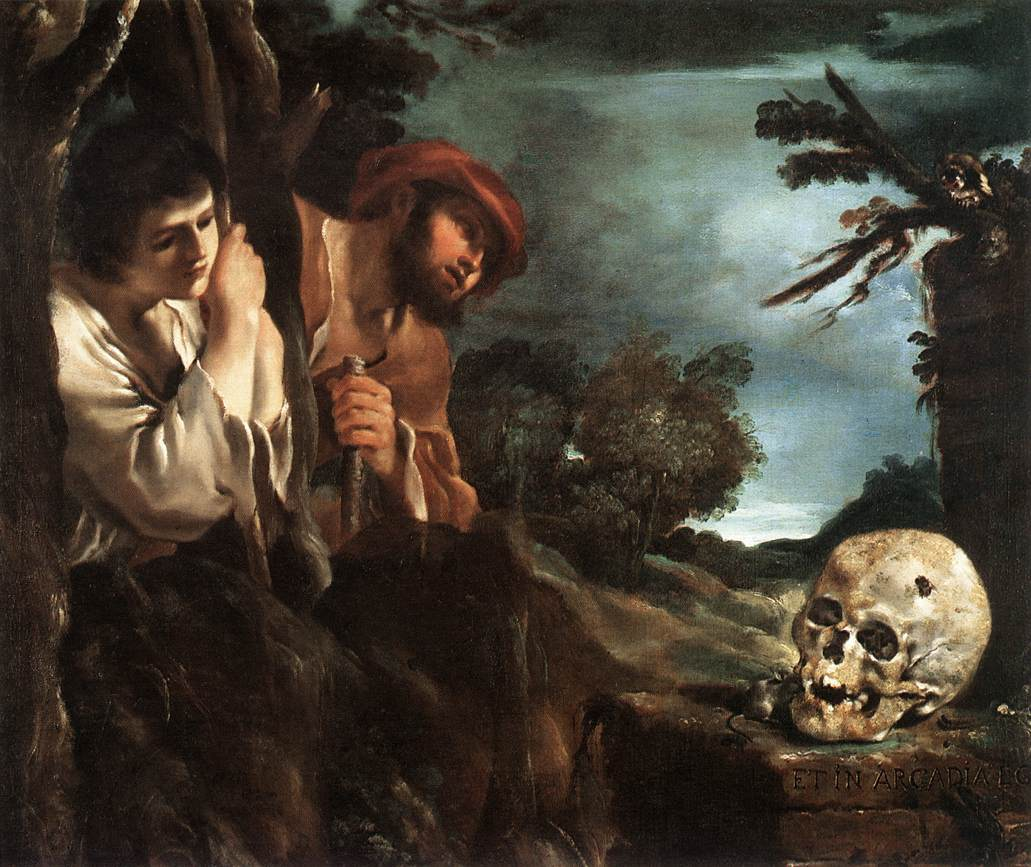
Guercino, Et in Arcadia ego
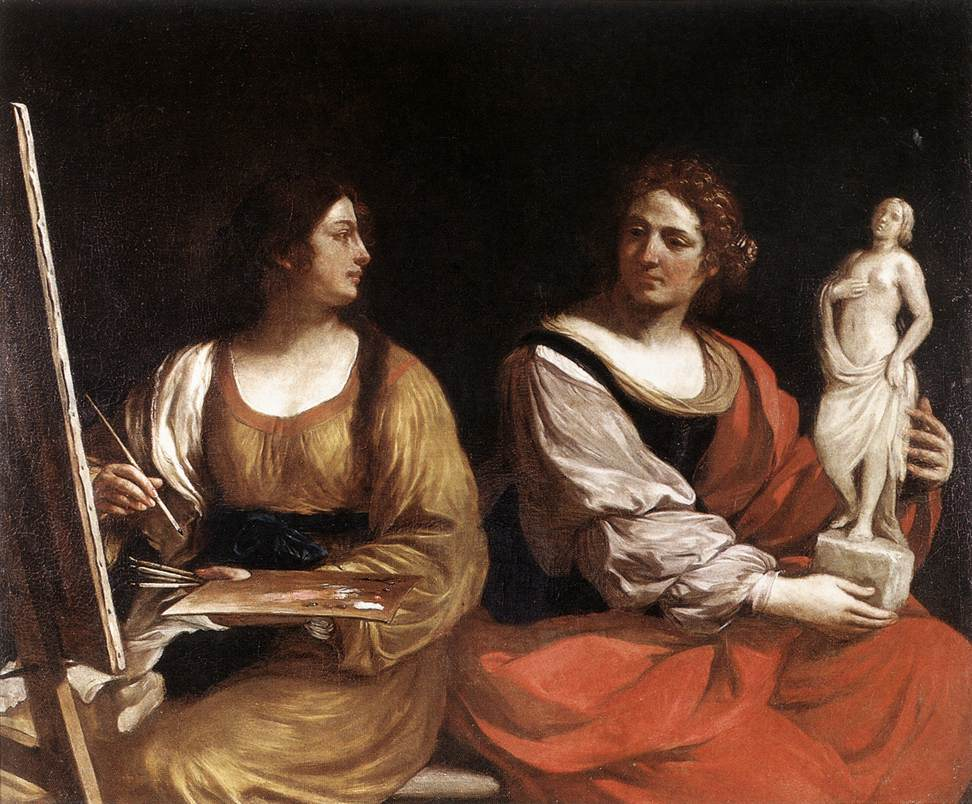
Guercino, Alegoría de la Pintura y la Escultura
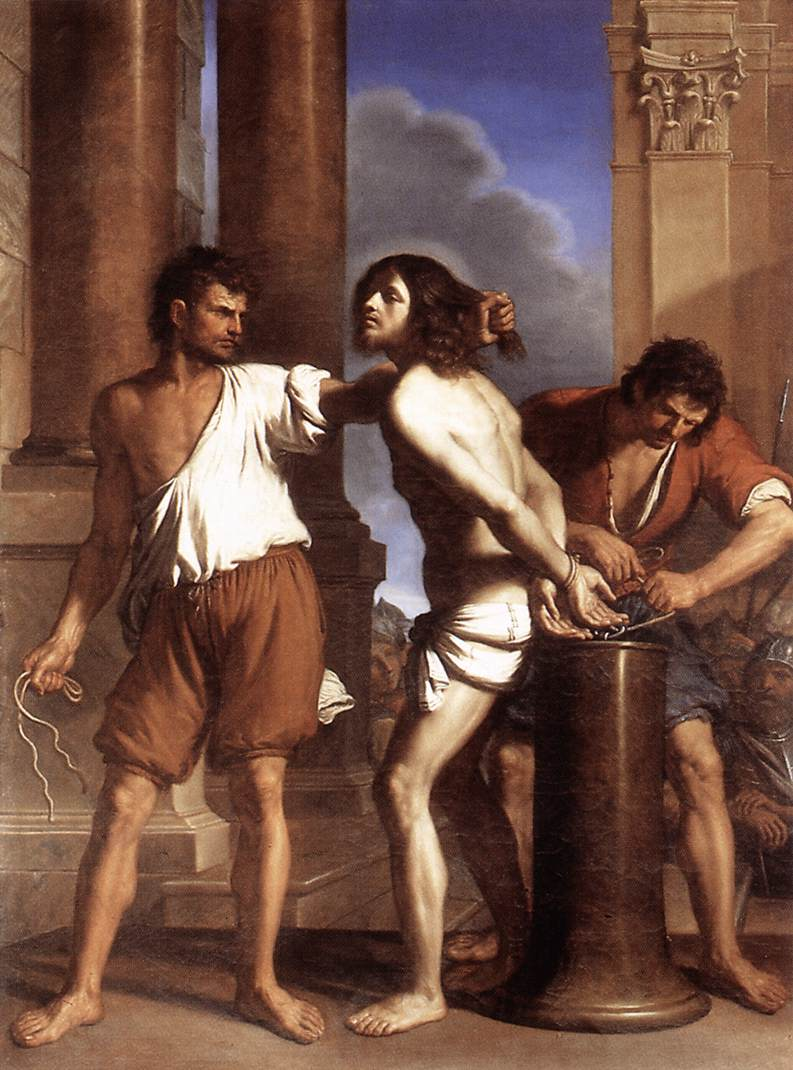
Guercino, La flagelación de Cristo
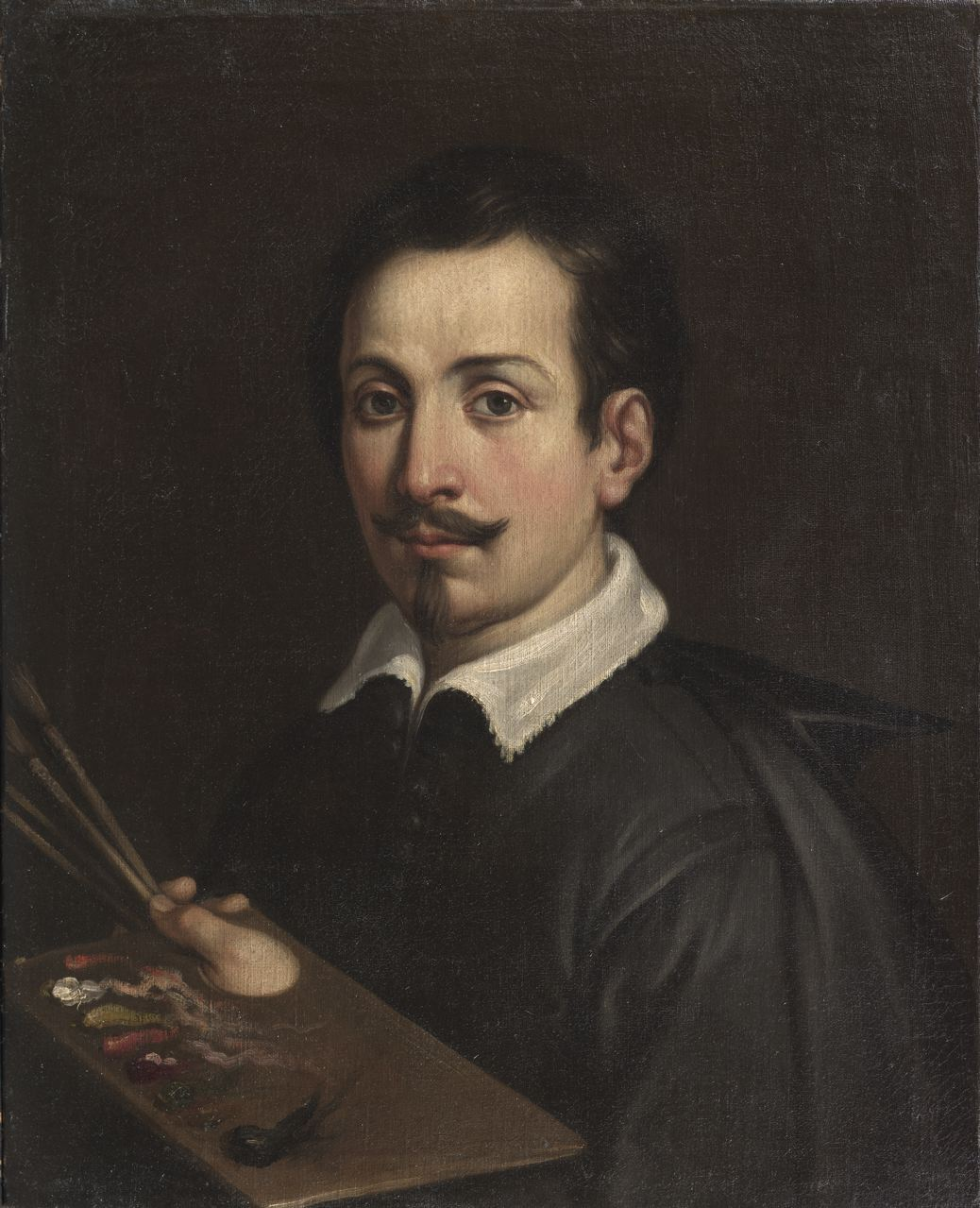
Guido Reni, Autorretrato juvenil
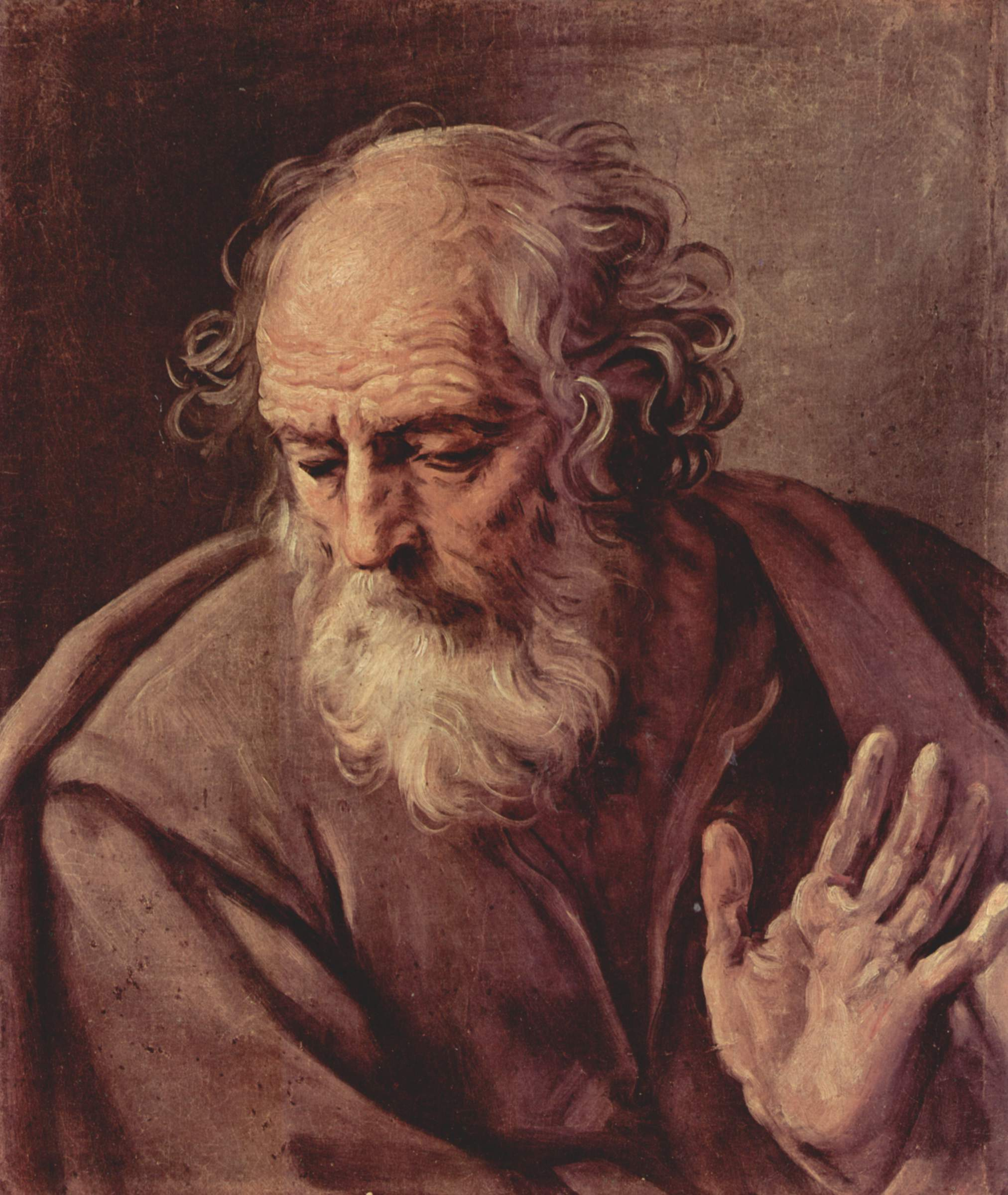
Guido Reni, San José
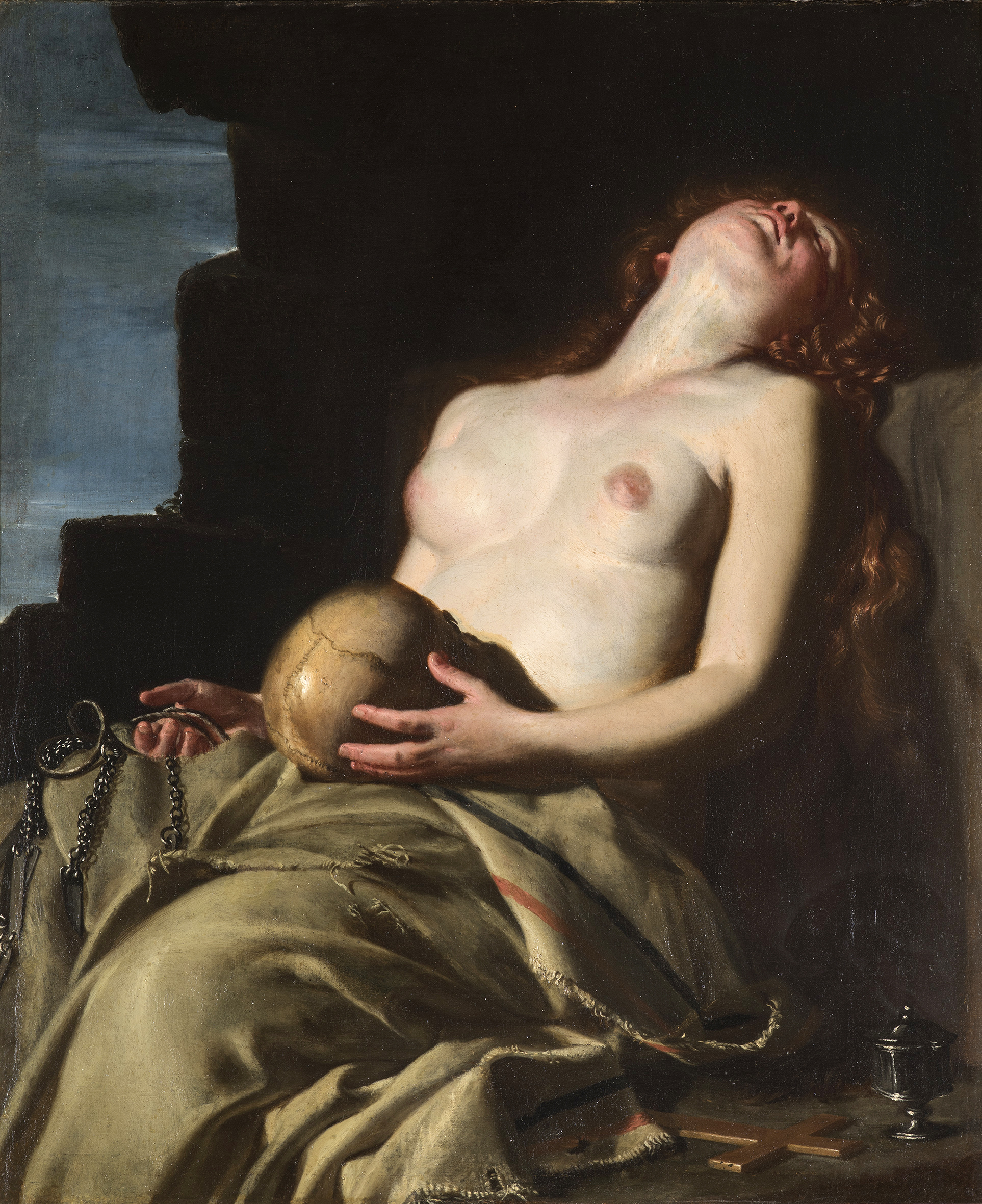
Guido Cagnacci, La Magdalena desmayada
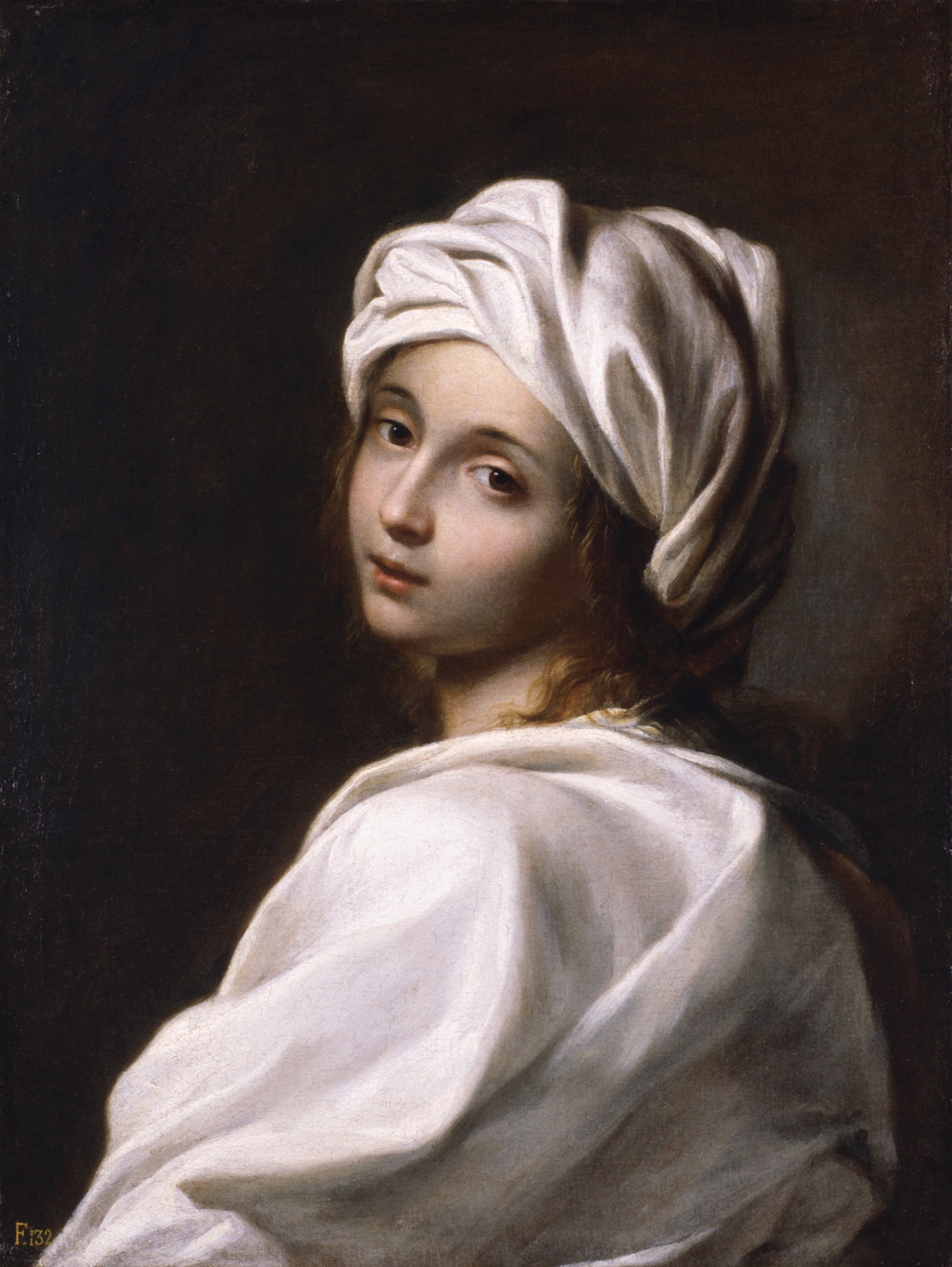
Antes atribuido a Guido Reni, Retrato de Beatrice Cenci
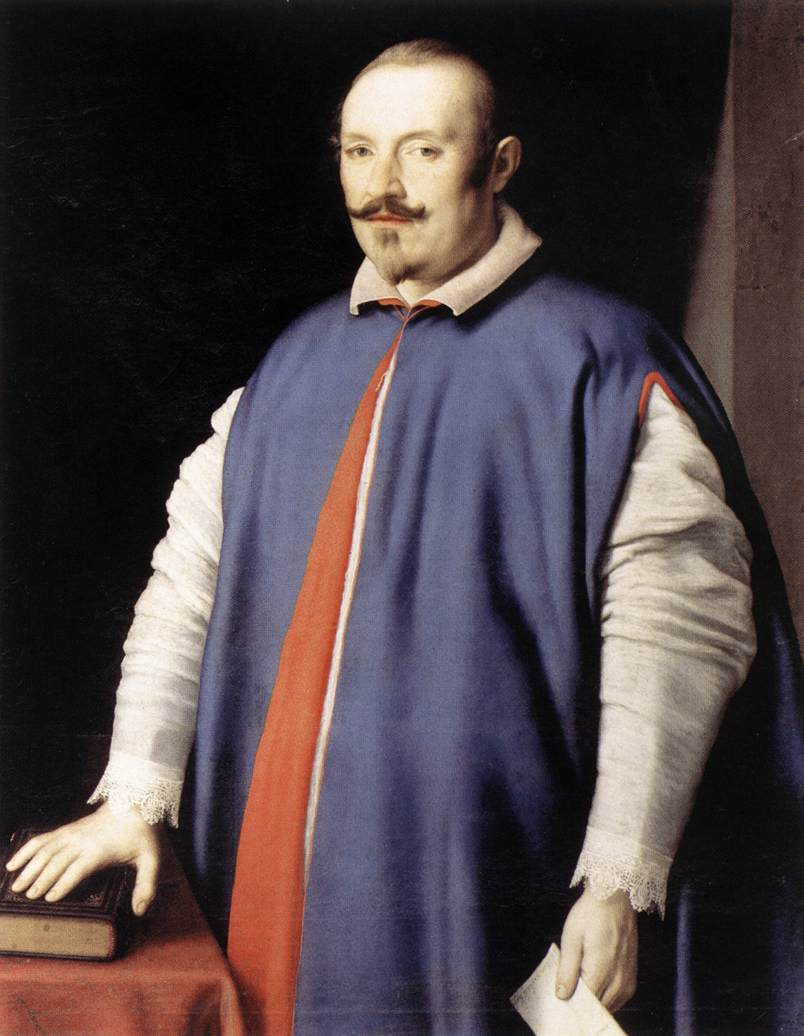
Sassoferrato, Retrato de Ottaviano Prati